# Świecie nad Osą (gmina)

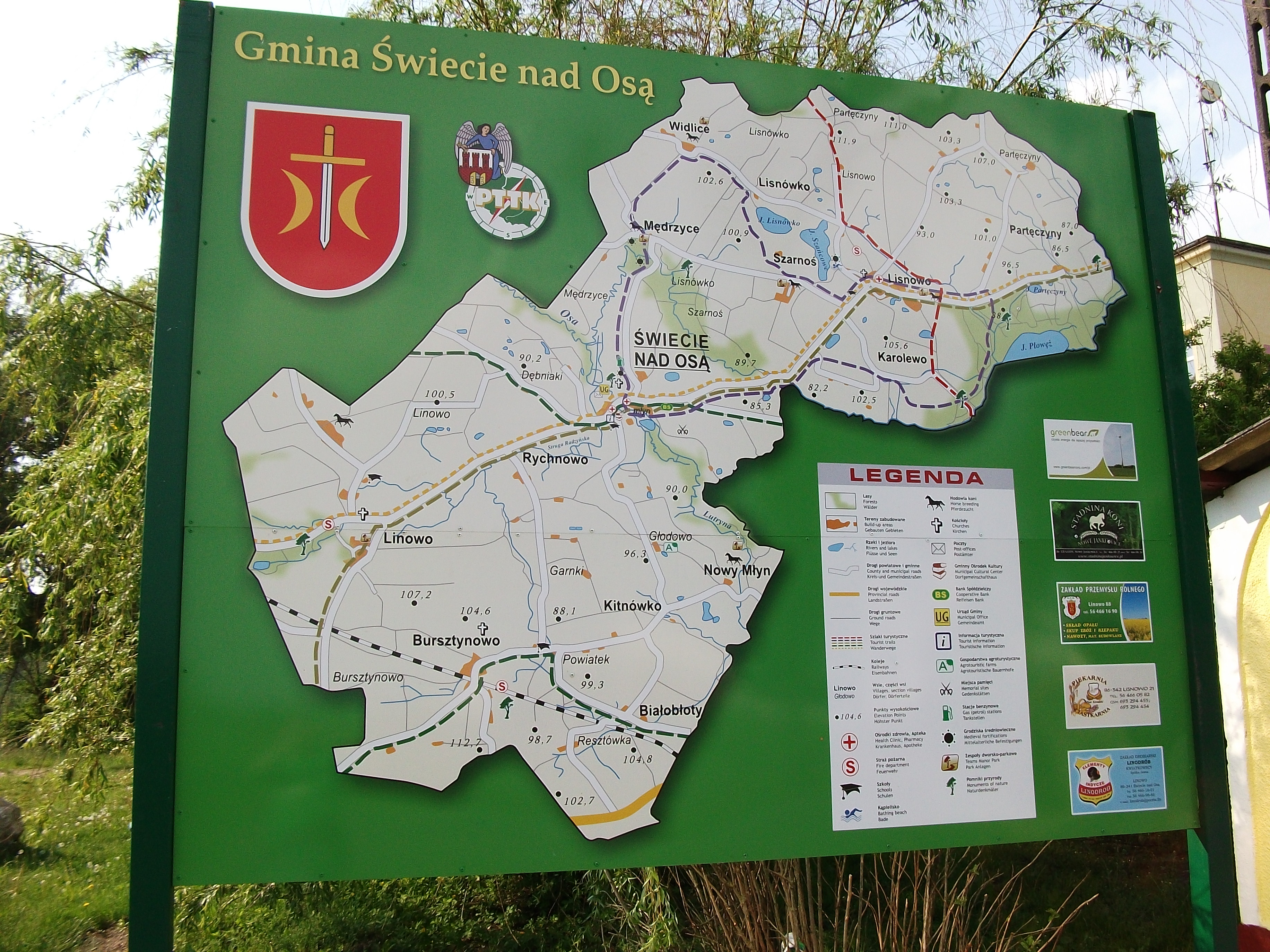
Mapa Gminy Świecie nad Osą

Świecie nad Osą (1934-54 gmina Świecie) – gmina wiejska w województwie kujawsko-pomorskim, w powiecie grudziądzkim. W latach 1975–1998 gmina położona była w województwie toruńskim.
Siedzibą gminy jest Świecie nad Osą.
Według danych z 30 czerwca 2004 gminę zamieszkiwało 4346 osób.

## Struktura powierzchni
Według danych z roku 2005 gmina Świecie nad Osą ma obszar 94,67 km², w tym:
- użytki rolne: 83%
- użytki leśne: 8%

Gmina stanowi 13% powierzchni powiatu.

## Demografia

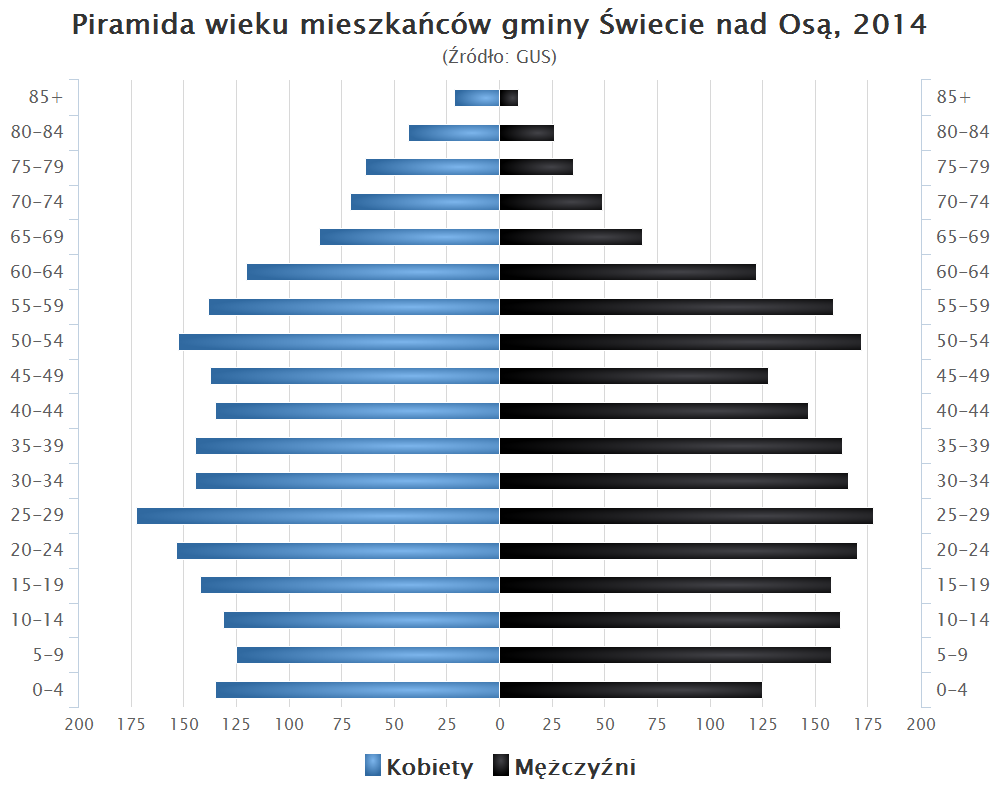
Piramida wieku mieszkańców gminy Świecie nad Osą w 2014 roku

Dane z 30 czerwca 2004:
| Opis                              | Ogółem | Ogółem | Kobiety | Kobiety | Mężczyźni | Mężczyźni |
| --------------------------------- | ------ | ------ | ------- | ------- | --------- | --------- |
| jednostka                         | osób   | %      | osób    | %       | osób      | %         |
| populacja                         | 4346   | 100    | 2163    | 49,8    | 2183      | 50,2      |
| gęstość zaludnienia (mieszk./km²) | 45,9   | 45,9   | 22,8    | 22,8    | 23,1      | 23,1      |

## Zabytki
Wykaz zarejestrowanych zabytków nieruchomych na terenie gminy:
- dwór z przełomu XIX/XX w. w Karolewie, nr 529 z 20.05.1987 roku
- kościół parafii pod wezwaniem św. Michała Archanioła z XVI w. w Linowie, nr A/320 z 13.07.1936 roku
- zespół pałacowy z drugiej połowy XIX w. w Linowie, obejmujący: pałac z trzeciego ćwierćwiecza XIX w.; budynek inwentarski ze spichrzem z 1872; park z XIX w., nr A/696/1-3 z 22.10.1997 roku
- zespół pałacowy w Lisnowie, obejmujący: pałac z drugiej połowy XIX w.; park z pierwszej połowy XIX w.; rządcówkę z trzeciego ćwierćwiecza XIX w.; ruinę grobowca, nr A/322/1-4 z 12.05.1987 roku
- zespół dworski w Mędrzycach, obejmujący: dwór z początku XIX; park z połowy XIX w.; spichrz z 1847; gorzelnię z 1904; stajnię z lat 1903-1911; grobowiec z trzeciego ćwierćwiecza XIX w., nr 523 z 12.05.1987 roku
- park dworski z końca XIX w. w miejscowości Szarnoś, nr 492 z 09.09.1985 roku
- zespół dworski z końca XIX w. w Widlicach, obejmujący: dwór; park; stajnię z 1893, nr 524 z 12.05.1987 roku.

## Sołectwa
Białobłoty, Bursztynowo, Karolewo, Szarnoś, Kitnówko-Nowy Młyn, Linowo, Lisnowo, Lisnówko, Mędrzyce, Partęczyny, Rychnowo, Świecie nad Osą, Widlice.
Miejscowości bez statusu sołectwa: Dębniaki, Lisnowo-Zamek.

## Sąsiednie gminy
Biskupiec, Gruta, Jabłonowo Pomorskie, Książki, Łasin, Radzyń Chełmiński